# Петас

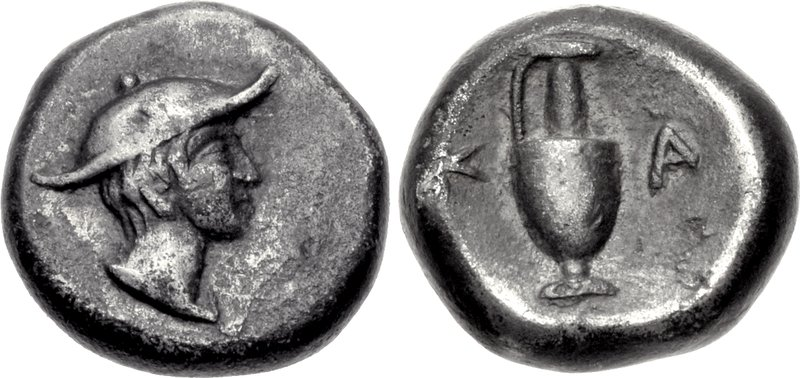
Гермес у петасі на монеті, карбованій у Капсі

Пе́тас (дав.-гр. πέτασος) — головний убір у формі капелюха, що був поширений у Стародавній Греції.
Петас зазвичай надягали у подорож, адже він мав широкі криси, що захищали мандрівника від сонця. Саме тому петас вважали головним убором бога Гермеса. З тих самих практичних міркувань петасами користувалися й селяни та чабани.

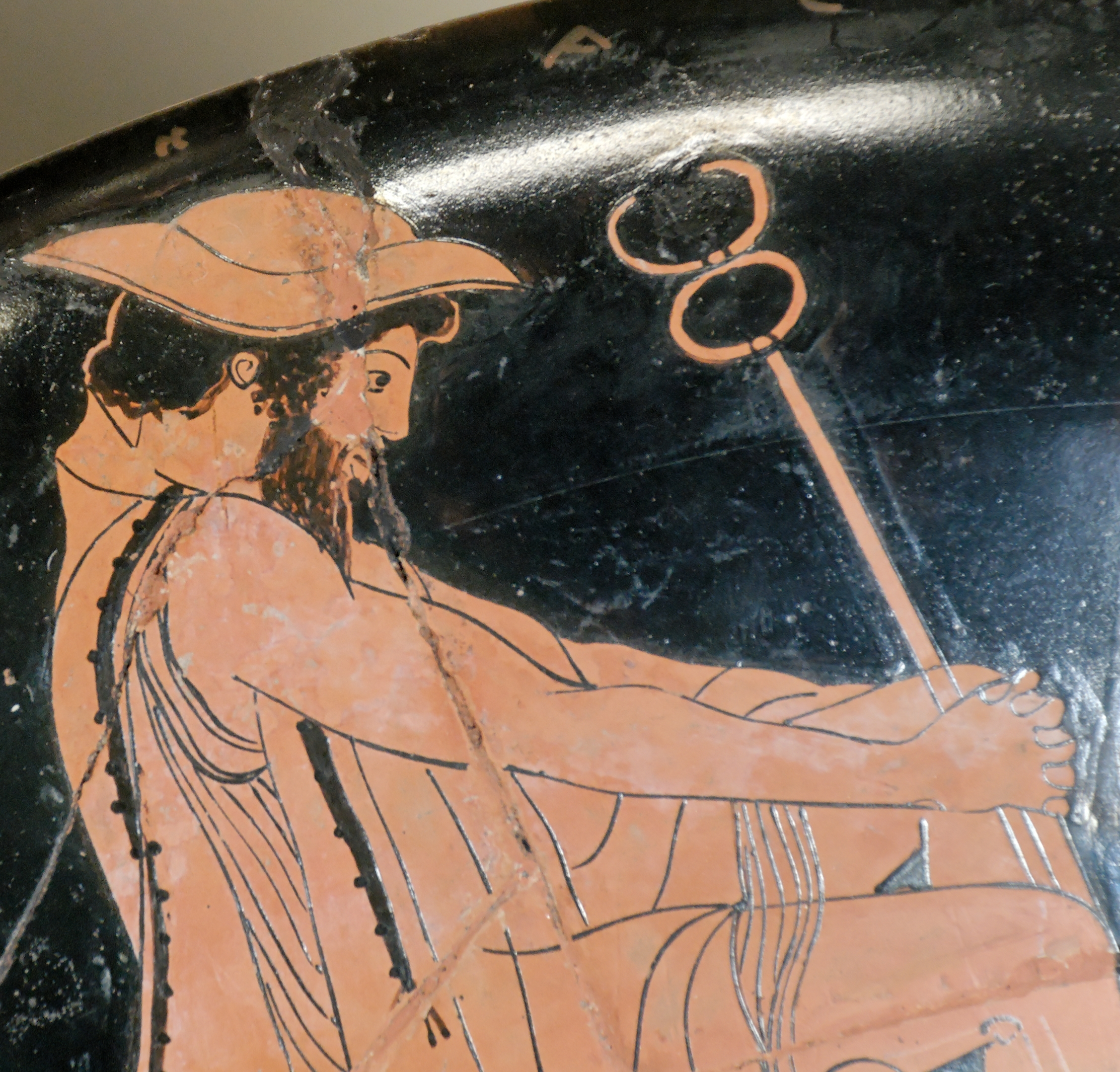
Зображення на амфорі